# Llueve
Llueve è l'ultimo singolo del cantautore Ricky Tamaca, pubblicato nel 2008.

## Descrizione
La canzone è stata scritta e composta dallo stesso Ricky Tamaca. Llueve, tradotto in italiano significa : Piove. L'interpretazione (anche nel video ufficiale) è spagnola; spagnolo è appunto il testo della canzone. Il pezzo ha portato un modesto successo.

## Tracce
1. Llueve - 4:21 (R.Tammaccaro)